# Polvere estinguente

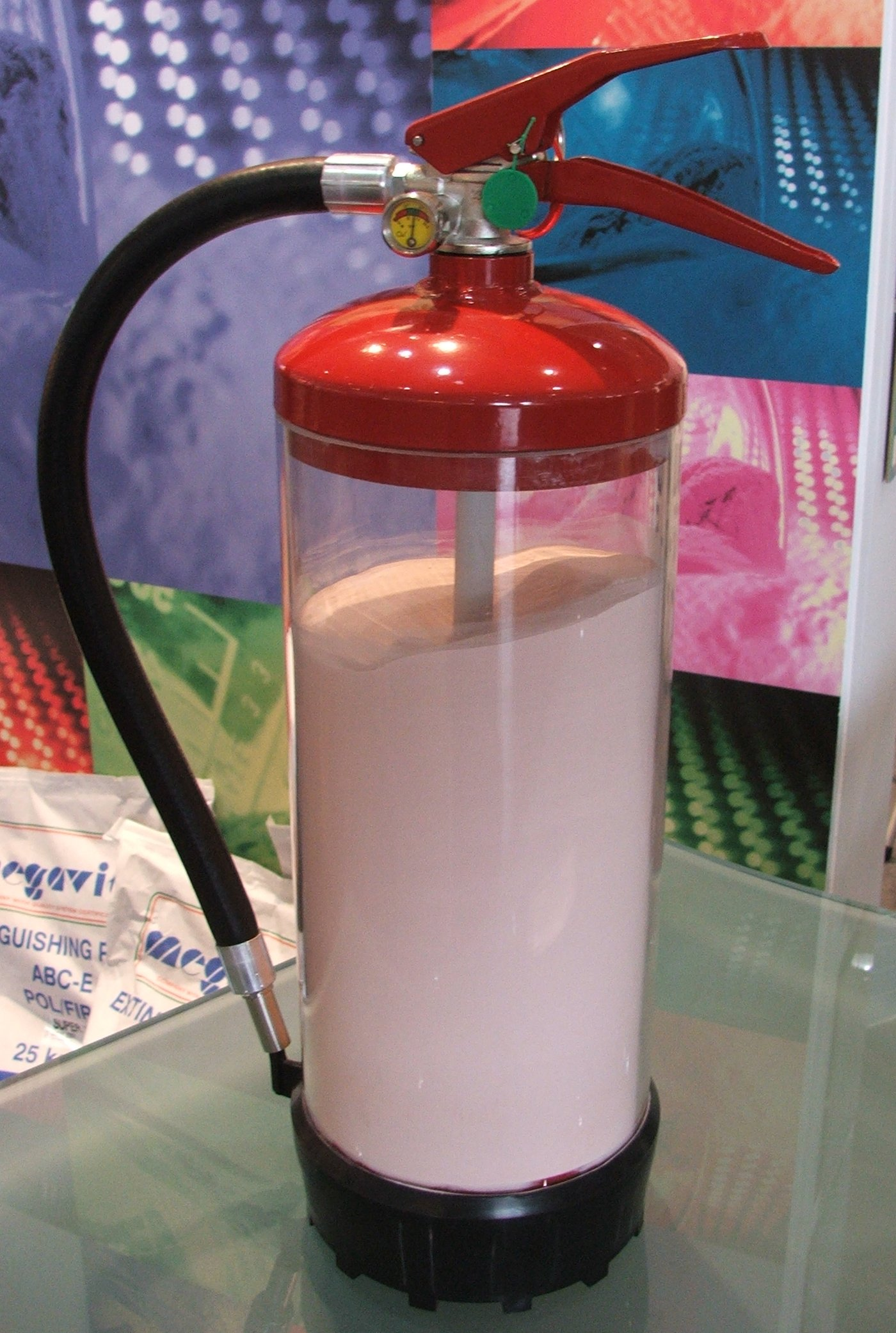
Versione dimostrativa di un estintore a polvere, dove è visibile la polvere all'interno.

Schema di funzionamento di un estintore a polvere di vecchia concezione.

Si definisce polvere estinguente un composto, o miscela di composti, atto ad agire su focolai di incendio allo scopo di estinguere l'incendio stesso.

## Tipi di polvere estinguente
Considerando l'efficacia sui vari tipi di fuoco, così definiti dalle rispettive classi di fuoco, si possono classificare in:
- Polveri BC, idonee a spegnere fuochi di combustibili liquidi e gas;
- Polveri ABC, idonee a spegnere fuochi di combustibili solidi, liquidi e di gas;
- Polveri D, idonee a spegnere fuochi di metalli combustibili.

## Composizione delle polveri estinguenti
Vi è naturalmente molta varietà nelle composizioni, ma in linea di massima si useranno :
- Polveri a base di bicarbonato di sodio per la classe BC
- Polveri a base fosfato di monoammonio per la classe ABC
- Polveri a base cloruro di sodio per la classe D